# برتون ۶۷۴۸
سیارک ۶۷۴۸ (به انگلیسی: 6748 Bratton، نامگذاری:1995UV30) شش هزار و هفتصد و چهل و هشتمین سیارک کشف شده‌است که در ۲۰ اکتبر ۱۹۹۵ کشف شد.
قدر مطلق سیارک برابر ۱۲٫۹۰ است.